# Bez faulu
Bezfaulu.net je web zabývající se argumentačními fauly a jejich nacházením v politických diskuzích. Obsahuje knihovnu argumentačních faulů, knihovnu kognitivních zkreslení a analytickou část, která fauly v politických diskuzích identifikuje.

## Historie
Projekt Bez faulu vznikl v červnu 2018 jako nezávislá a nezisková iniciativa. Zakladateli byli Jiří Burýšek a Emil Svoboda. V září 2018 byl projekt odbornou porotou dvakrát nominován na Křišťálovou Lupu – Cenu českého internetu v kategoriích Obsahová inspirace a Veřejně prospěšná služba – cena České televize.